# Tarkan Tüzmen
Tarkan Tüzmen, född 7 mars 1968 i Ankara, är en turkisk sångare och skådespelare.
1996 deltog Tüzmen i den turkiska uttagningen till Eurovision Song Contest och framförde då två bidrag; Var misin söyle (tillsammans med Pınar Karakoç) och Bilirsin ya. Med den förra kom han på andra plats. Han deltog åter i tävlingen 1997 tillsammans med Elcin Engin. De framförde bidraget Sarki, som blev utan placering. Han återkom till uttagningen igen 1998 där han vann med bidraget Unutamazsin. I Eurovision Song Contest 1998 kom han på 14:e plats med 25 poäng.

## Diskografi
- t1 (1996)
- t2 (2003)

## Filmer
- Kurtlar Vadisi - Alper (2003-2005)
- Kurtlar Vadisi Terör - Alper (2007)
- Kurtlar Vadisi Pusu - Alper (2007-2011)